# Calonotos hoffmannsi
Calonotos hoffmannsi là một loài bướm đêm thuộc phân họ Arctiinae, họ Erebidae.